# Leichtathletik-Weltmeisterschaften 2011/Teilnehmer (Turks- und Caicosinseln)
| Gelbes Symbol für Goldmedaillen mit stilisierten Olympischen Ringen | Graues Symbol für Silbermedaillen mit stilisierten Olympischen Ringen | Braundes Symbol für Bronzemedaillen mit stilisierten Olympischen Ringen |
| ------------------------------------------------------------------- | --------------------------------------------------------------------- | ----------------------------------------------------------------------- |
| —                                                                   | 1                                                                     | —                                                                       |

Der Leichtathletik-Verband der Turks- und Caicosinseln stellte bei den Leichtathletik-Weltmeisterschaften 2011 im koreanischen Daegu einem Teilnehmer.

## Ergebnisse

### Männer

#### Laufdisziplinen
| Athlet          | Disziplin | Vorlauf | Vorlauf | Halbfinale    | Halbfinale    | Finale        | Finale        |
| Athlet          | Disziplin | Zeit    | Platz   | Zeit          | Platz         | Zeit          | Platz         |
| --------------- | --------- | ------- | ------- | ------------- | ------------- | ------------- | ------------- |
| Delano Williams | 200 m     | DNS     | DNS     | ausgeschieden | ausgeschieden | ausgeschieden | ausgeschieden |